# Paraona splendens
Paraona splendens är en fjärilsart som beskrevs av Butler 1877. Paraona splendens ingår i släktet Paraona och familjen björnspinnare. Inga underarter finns listade i Catalogue of Life.